# Allsvenskan de 1954–55
A Primeira Divisão do Campeonato Sueco de Futebol da temporada 1954-55, denominada oficialmente de Allsvenskan 1954-55, foi a 31º edição da principal divisão do futebol sueco. O campeão foi o Djurgårdens IF que conquistou seu 1º título na história da competição.

## Premiação
| Allsvenskan 1954-55                |
| Sweden                             |
| ---------------------------------- |
| DJURGÅRDENS IF Campeão (1º título) |